# Lurocalis semitorquatus
Lurocalis semitorquatus là một loài chim trong họ Caprimulgidae.